# Bouteillan

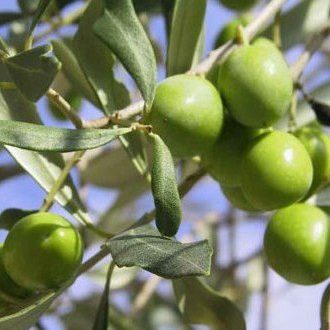
La bouteillan.

La bouteillan est une variété d'olive originaire d'Aups en Provence.

## Origine et diffusion
Elle est aujourd'hui cultivée principalement dans les départements du Var, des Alpes-de-Haute-Provence, des Alpes-Maritimes, des Bouches-du-Rhône et de Vaucluse. Cette variété se retrouve en Égypte, en Australie et aux États-Unis.

## Synonyme
La Bouteillan est aussi dénommée Redounan, Plant d'Aups ou encore Plant de Salernes.

## Caractéristique
C'est une variété à huile qui est caractérisée par son fruité vert, elle dégage à la dégustation des arômes végétaux sinon herbacés (note de foin). Ils évoluent ensuite vers des notes de poire mûre. 